# Pro A
La Pro A è la massima serie del campionato francese di pallacanestro maschile.
Fondato nel 1987, è diventato un campionato professionistico quasi autonomo rispetto alla federazione francese di pallacanestro.

## Formula

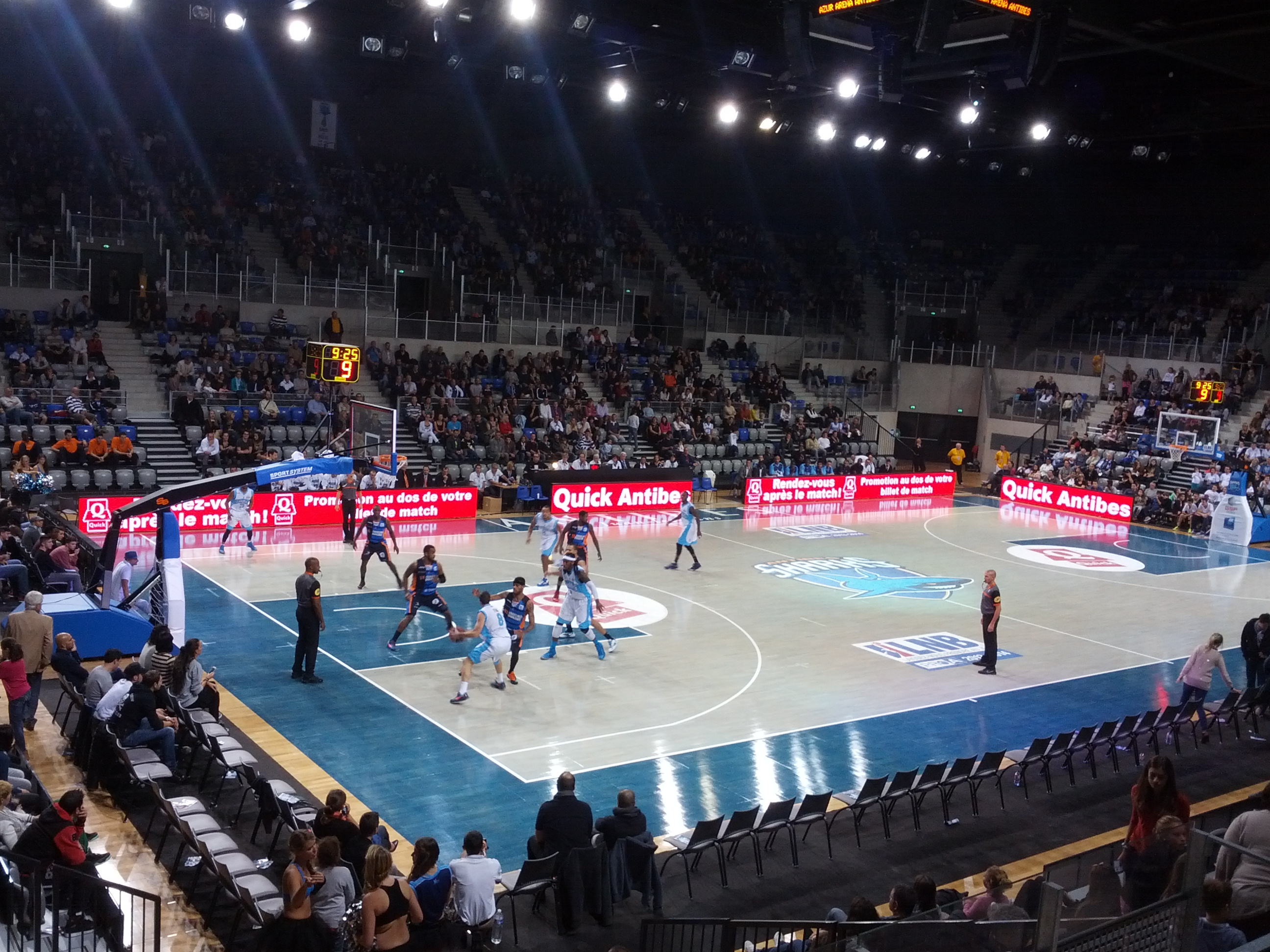
Azure Arena di Antibes, stagione 2013/2014: incontro di Pro A Sharks Antibes - Gravelines

Il campionato Pro A, massima serie della pallacanestro francese, è costituito (a partire dalla stagione 2014/15) da 18 squadre. Le 18 squadre si incontrano fra loro due volte a stagione, una in casa ed una in trasferta (girone all'italiana) per un totale di 34 partite per squadra. Dalla stagione 2006-2007, al termine della regular season, le squadre classificate nelle prime 8 posizioni si qualificano per i playoff. Tutte le serie dei playoff sono al meglio delle cinque partite eccetto il primo turno (i quarti di finale), giocato al meglio dei tre incontri.
Le due squadre classificate al 17º e 18º posto retrocedono nella Pro B.

## Albo d'oro
| Stagione  | Campione          | Serie         | Finalista         |
| 1987-1988 | CSP Limoges       | 2–0           | Cholet            |
| 1988-1989 | CSP Limoges       | 2–0           | Orthez            |
| 1989-1990 | Limoges CSP       | 2–1           | Olympique Antibes |
| 1990-1991 | Sharks Antibes    | 2–1           | CSP Limoges       |
| 1991-1992 | Pau-Orthez        | 2–0           | CSP Limoges       |
| 1992-1993 | CSP Limoges       | 3–1           | Pau-Orthez        |
| 1993-1994 | CSP Limoges       | 2–0           | Olympique Antibes |
| 1994-1995 | Olympique Antibes | 3–1           | Pau-Orthez        |
| 1995-1996 | Pau-Lacq-Orthez   | 3–2           | ASVEL             |
| 1996-1997 | PSG Racing        | 2–0           | ASVEL             |
| 1997-1998 | Pau-Orthez        | 2–0           | CSP Limoges       |
| 1998-1999 | Pau-Orthez        | 2-0           | ASVEL             |
| 1999-2000 | CSP Limoges       | 2–1           | ASVEL             |
| 2000-2001 | Pau-Orthez        | 2–1           | ASVEL             |
| 2001-2002 | ASVEL             | 2–0           | Pau-Orthez        |
| 2002-2003 | Pau-Orthez        | 2–1           | ASVEL             |
| 2003-2004 | Pau-Orthez        | 2–0           | BCM Gravelines    |
| 2004-2005 | Strasburgo        | 1-0           | Nancy             |
| 2005-2006 | Le Mans           | 1-0           | Nancy             |
| 2006-2007 | Roanne            | 1-0           | Nancy             |
| 2007-2008 | Nancy             | 1-0           | Roanne            |
| 2008-2009 | ASVEL             | 1-0           | Orléanaise Loiret |
| 2009-2010 | Cholet            | 1-0           | Le Mans           |
| 2010-2011 | Nancy             | 1-0           | Cholet            |
| 2011-2012 | Élan Chalon       | 1-0           | Le Mans           |
| 2012-2013 | JSF Nanterre      | 3-1           | Strasburgo        |
| 2013-2014 | Limoges CSP       | 3-0           | Strasburgo        |
| 2014-2015 | Limoges CSP       | 3-1           | Strasburgo        |
| 2015-2016 | ASVEL             | 3-2           | Strasburgo        |
| 2016-2017 | Élan Chalon       | 3-2           | Strasburgo        |
| 2017-2018 | Le Mans           | 3-2           | Monaco            |
| 2018-2019 | ASVEL             | 3-2           | Monaco            |
| 2019-2020 | Non assegnato     | Non assegnato | Non assegnato     |
| 2020-2021 | ASVEL             | 3-2           | Digione           |
| 2021-2022 | ASVEL             | 3-2           | Monaco            |

## Vittorie per club
| Club             | Titolo | Città            | Anno                                           |
| ---------------- | ------ | ---------------- | ---------------------------------------------- |
| Limoges CSP      | 8      | Limoges          | 1988, 1989, 1990, 1993, 1994, 2000, 2014, 2015 |
| Pau-Lacq-Orthez  | 7      | Pau              | 1992, 1996, 1998, 1999, 2001, 2003, 2004       |
| ASVEL            | 5      | Villeurbanne     | 2002, 2009, 2016, 2019, 2021, 2022             |
| Élan Chalon      | 2      | Chalon-sur-Saône | 2012, 2017                                     |
| Le Mans          | 2      | Le Mans          | 2006, 2018                                     |
| Nancy            | 2      | Nancy            | 2008, 2011                                     |
| Sharks Antibes   | 2      | Antibes          | 1991, 1995                                     |
| Metropolitans 92 | 1      | Parigi           | 1997                                           |
| Roanne           | 1      | Roanne           | 2007                                           |
| Cholet           | 1      | Cholet           | 2010                                           |
| Strasburgo       | 1      | Strasburgo       | 2005                                           |
| Nanterre 92      | 1      | Nanterre         | 2013                                           |

## Premi e riconoscimenti
- LNB Pro A MVP